# Бончо Бончев
Бончо Генчев Бончев е български офицер, полковник.

## Биография
Роден е на 6 април 1893 г. в Габрово. През 1917 г. завършва Военното училище в София и на 1 август 1917 е произведен в чин подпоручик. Служи в 8-и артилерийски полк и Шуменски укрепен пункт. През 1928 г. е назначен на служба в 3-ти артилерийски полк, а от 1931 г. е началник на Пловдивското огнестрелно отделение. От 1933 служи в Трети дивизионен артилерийски полк, а от 1935 г. е началник на Бургаската брегова артилерийска група. На 6 май същата година е произведен в чин майор.
От 1937 г. майор Бончев е домакин на Седми дивизионен артилерийски полк и от същата година е командир на Бургаски укрепен пункт. От 1938 г. служи в Осми дивизионен артилерийски полк, след което същата година е назначен на служба в Седми дивизионен артилерийски полк. На 6 май 1939 г. е произведен в чин подполковник, а на 3 октомври 1942 в чин полковник.
На 14 септември 1944 г. с МЗ №125 е назначен за командир на четвърти армейски артилерийски полк. На 5 октомври 1944 г. е назначен за командир на пети армейски артилерийски полк.

## Военни звания
- Подпоручик (1 август 1917)
- Поручик (30 юни 1919)
- Капитан (1927)
- Майор (6 май 1935)
- Подполковник (6 май 1939)
- Полковник (3 октомври 1942)